# Ейкка Топпінен
Е́йно Ма́тті «Е́йкка» То́ппінен (фін. Eicca Matti Toppinen) — фінський віолончеліст, автор пісень, продюсер, аранжувальник та, на дозвіллі, барабанщик. У 1993 році — один із співзасновників квартету Apocalyptica.

## Біографія
Топпінен зростав у містечку Гакуніла, що входить у межі міста Вантаа з трьома сестрами та братом, котрі усі брали уроки музики. На віолончелі він почав грати у дев'ять років.
Ейкка вчився у Академії імені Сібеліуса у Гельсінкі, де зустрів майбутніх учасників Апокаліптики — Пааво Лотйонена, Антеро Маннінена та Макса Ліл'ю. Після випуску з академії він грав у кількох оркестрах, включно з Симфонічним оркестром фінського радіо та камерним оркестром «Avanti!». Він також заснував Віолончелійний секстет Академії імені Сібеліуса. У часі навчання у академій, Ейкка не міг отримати гуртожиток чи стипендію на проживання, позаяк мешкав надто близько до Гельсінкі, де розташована академія.
У 1993 році, коли Топпінен ще вчився у Академії імені Сібеліуса, члени молодого оркестру «Vivo Christian Orchestra» мали змогу побачити як їхні колеги з оркестру зіграли три пісні з альбому Metallica Ride The Lightning. За словами Топпінена, у них просто не було нот для інших альбомів.
Двома роками пізніше, у 1995, Apocalyptica виступила у Teatro Heavy Metal Club у Гельсінкі, у один день із гуртом «His Infernal Majesty», котрий пізніше візьме назву HIM. Через тиждень Карі Гіннінен із «Zen Garden Records» сконтактувався з Ейккою, щоб обговорити можливість запису першого альбому Апокаліптики — Plays Metallica by Four Cellos.
Топпінен у 1997 році одружився з фінською акторкою Кірсі Ілійокі (Kirsi Ylijoki). Вони живуть у просторій сільській місцині Сіпоо у Фінляндії. У них є двійко дітей — Ееліс (нар. 1999) та Ілмарі (нар. 2002).
Після написання перших пісень для Апокаліптики, Топпінена залучають до написання музики й у інших проектах, до прикладу у театральній постановці «Paper Rain» і «Finnish Film Milja».
У 2009 році Ейкка написав звукову доріжку для фінського фільму «Чорний лід» (фін. Musta Jää). Його було номіновано на фінський аналог «Оскара» — Jussi — й 3 лютого 2008 він її отримав. Топпінен також написав головну пісню фільму, заспівану Ханною Пакарінен.
У грудні 2007 року Топпінена запросили на Президентський прийом з нагоди Дня незалежності Фінляндії у Гельсінкі. Він його відвідав разом з дружиною Кірсі та фігурував у новинах і кількох інтерв'ю. На жаль, з цієї нагоди він мусів пропустити презентацію альбому у Франції, й це стало першим за 14 років разом, коли він пропустив виступ свого гурту.

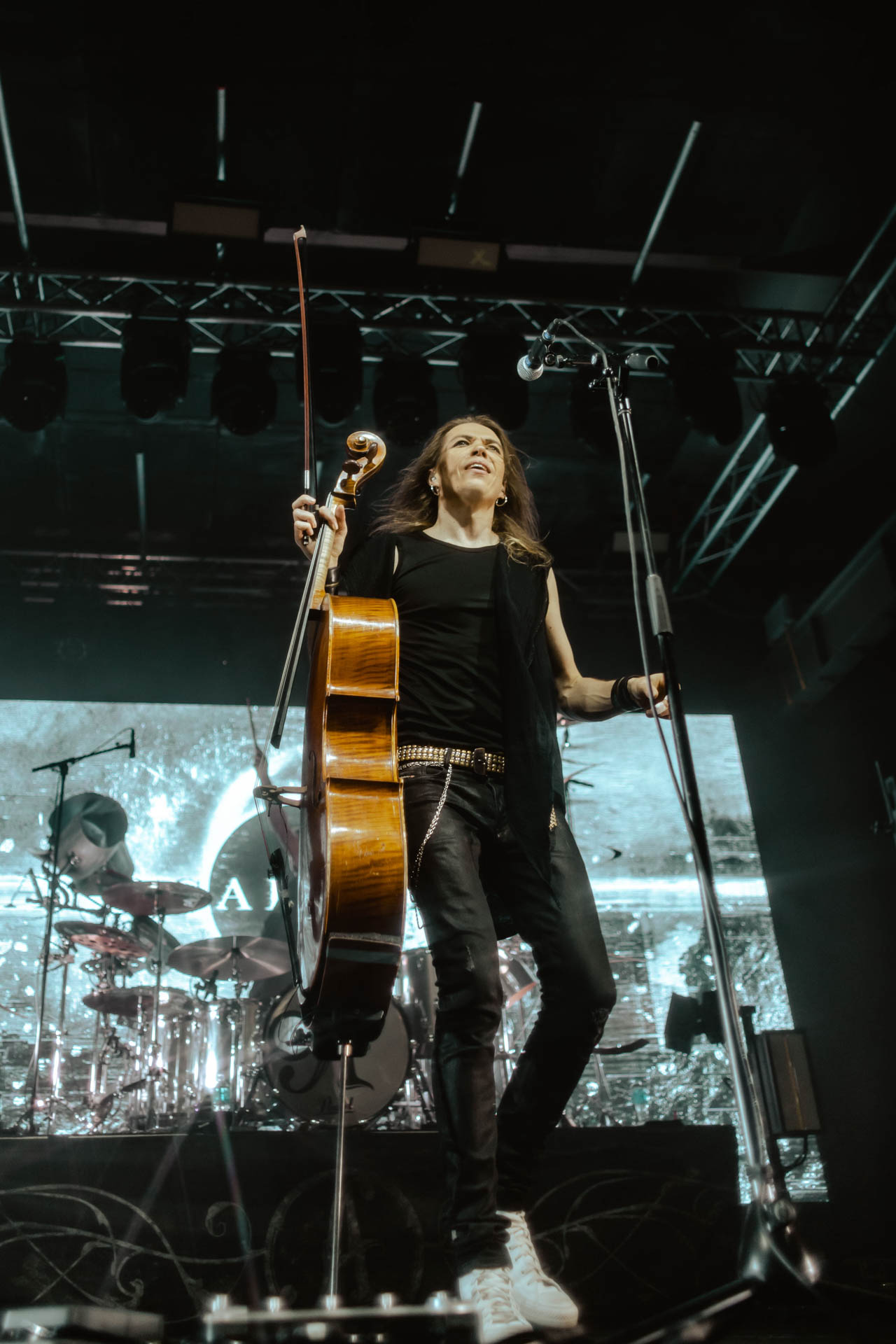
Apocalyptica 2023 Poland

## Інструмент
Віолончель: Terzi Antivarius “Sleeping Death” 1875 року.
Смичок: Wilson/Benedek 1988 року.
Струни: Jargar та Larsen.